# Rachidia
Rachidia o Errachidia (àrab: الرشيدية, ar-Raxīdiyya; amazic: ⵉⵎⵜⵖⴻⵔⵏ, Imtgheren) antigament Ksar es-Souk, és un municipi de la província d'Errachidia, a la regió de Drâa-Tafilalet, al Marroc. Segons el cens de 2014 tenia una població total de 92.374 persones. Està situada al costat del Sàhara de la serralada de l'Atles, i a 240 km al sud-est de Meknès, a la vall del Ziz. La seva població és amaziga.
La ciutat va estar ocupada pels francesos (base de la legió estrangera) des del 
1916 fins a mitjan dècada del 1950. La ciutat ocupa un oasi amb palmeres de dàtils, oliveres, figueres i mercat de llana i espart. Té una casba (barri antic emmurallat) i fortalesa. Hi ha una estació d'experimentació agrícola.
Com a encreuament de carreteres que van cap al desert, és un centre de transport i hi abunden els tallers d'automòbils.

## Cultura
La ciutat va formar part de la ruta de les edicions de 2006 i 2007 del Ral·li París-Dakar.